# Antigruppo siciliano
L'Antigruppo siciliano è stato un fenomeno letterario, artistico e culturale nato in Sicilia nel 1966.

## Caratteristiche
Gli autori dell'Antigruppo si contrapposero nelle loro scelte artistiche, e anche nella scelta del nome, al movimento letterario dei "novissimi", l'avanguardia del Gruppo 63 (nato a Palermo con lo slogan “il romanzo è morto”), e alla poesia ermetica di Eugenio Montale e di Giuseppe Ungaretti. La stessa denominazione di "Antigruppo", esprimeva inoltre la natura anomala e conflittuale dello stesso consorzio letterario che, secondo l'Antigruppo, sarebbe lontano da un qualsiasi umanismo e poggerebbe al suo interno sull'idea di dissidenza, di contrasto: non era necessario che un poeta Antigruppo fosse d'accordo con i principi di un altro, bastava che fosse contro i potenti, contro lo status quo. Era l'atteggiamento di critica che contava.
La polemica antigruppo sembra contemplare il categorico rifiuto di ogni possibile forma di dominio culturale e politico. In questo senso, le definizioni stesse di movimento o neoavanguardia non si adattano al carattere autodisintegrante di un fenomeno sociale e letterario che sin dal nome rinnega il concetto di “gruppo”. In questo senso, essere antigruppo non vuol dire dunque far parte di un movimento strutturato, ma piuttosto assumere un modus operandi di permanente contestazione antiautoritaria. Il difficile equilibrio tra il rifiuto del gruppo (in nome di una libertà individuale definita imprescindibile per l’attività culturale) e la realizzazione di progetti politico-letterari puntuali (a salvaguardia delle peculiarità ideologiche ed estetiche di ciascuno scrittore) potrebbe pertanto risolversi nella definizione di un “antigruppo di affinità” tra intellettuali, artisti e scrittori impegnati in una polemica che si realizza nel complesso rapporto tra poesia e prassi, parola antagonista e azione letteraria.
Il fondamento della poetica dell'Antigruppo fu pubblicato da Nat Scammacca, tra i fondatori dell'Antigruppo e redattore della pagina letteraria del periodico Trapani nuova. Tale manifesto, intitolato "I ventun punti", esponeva le tesi della poetica antigruppo, ampiamente commentate, tra cui l'indicazione di dare più importanza al contenuto che alla forma, più peso alla passione che all'intelletto, o ancora l'esortazione a scrivere non con lo scopo di fare arte ma perché si ha una ragione ben precisa; altrimenti meglio rimanere in silenzio". Secondo Scammacca l'avanguardia priva le masse della possibilità di partecipare alla vita letteraria e culturale del proprio paese.
Al suo sorgere il movimento artistico fece ricorso a recital, ciclostilati, manifestazioni di piazza, dibattiti nelle scuole e nei luoghi di lavoro, "poesia murale", mostre di disegni e dipinti.
Le prime iniziative si svolsero nel Trapanese (Nat Scammacca, Rolando Certa, Gianni Diecidue, Antonino Contiliano e Franco Di Marco), a Palermo (Carmelo Pirrera, Crescenzio Cane, Ignazio Apolloni e Pietro Terminelli) e nel Catanese per opera di Santo Calì Le attività si estesero quindi a tutta la Sicilia e vennero intrattenuti contatti con i centri underground italiani e di altre parti del mondo (Grecia, Europa orientale, Scozia e USA).
Nel 1971 venne pubblicata la prima antologia dell'Antigruppo, Un tulipano rosso, edita a spese degli autori, che segnò il superamento del ciclostilato come strumento privilegiato di comunicazione scritta.
A questa prima fase di espansione culturale risale una gran messe di pubblicazioni, in ciclostile e a stampa, il cui catalogo, pressoché completo, appare nell'antologia Antigruppo 73. In questo volume comparvero interventi e testi poetici di personaggi della letteratura siciliana e di personaggi della cultura "alternativa" internazionale: tra questi Leonardo Sciascia, Ignazio Buttitta, Federico Hoefer, Melo Freni, Antonio Uccello, Danilo Dolci, Lawrence Ferlinghetti, Giuseppe Zagarrio, Roberto Roversi, Robert Bly.
Il critico Giuseppe Zagarrio pubblicò in nord Italia numerose antologie per le scuole medie superiori, dove vennero inserite opere dell'Antigruppo: "...questo avventuroso (forse un po' avventato, ma coraggioso, non emarginabile) movimento è impegnato in un'enorme quantità di iniziative ... ha meritato un attento consenso critico per aver puntato le carte su un rigoroso ideologismo che tende a rilevare-rivelare la vera identità dell'Isola, dove è emergente il fenomeno della netta differenza di classe tra una minoranza bene arroccata nei suoi vecchi e nuovi privilegi di casta e una maggioranza - plebe o popolo, masse contadine o operai dei cantieri navali, e i poeti, anche loro - chiusa nelle sue attese continuamente disattese e non certo da fattori ancestrali".

## Maggiori esponenti
- Ignazio Apolloni
- Alfredo Maria Bonanno
- Santo Calì
- Crescenzio Cane
- Rolando Certa
- Nicolò D'Alessandro
- Nicola Di Maio
- Franco Di Marco
- Gianni Diecidue
- Nat Scammacca
- Pietro Terminelli

## Pubblicazioni

### Antologie
- AA.VV., Antigruppo: una possibile poetica per un Antigruppo, a c. di Nat Scammacca, Celebes editore, Trapani 1970
- AA.VV., Un tulipano rosso. I giovani e la poesia di contestazione, a c. di Santo Calì, Edigraf, Catania 1971.
- AA.VV., Antigruppo 73, a c. di Santo Calì, Cooperativa operatori grafici, Giuseppe Di Maria Editore, Catania, 1972 (2 voll.)
- AA.VV., Antigruppo 1975, a c. di Nat Scammacca, Trapani Nuova 3ª pagina, Trapani 1975

### Ciclostilati, fogli a stampa e mistampa
- AA.VV., Epicentri ideologici. Il ciclostile anti per gli scrittori di sinistra, ciclostilato in proprio, 1971
- AA.VV., La freccia contro il carro armato, ciclostilato in proprio, 1971
- AA.VV., P, ciclostilato in proprio, 1971
- AA.VV., Per la pace e la libertà, Impegno 70, Mazara del Vallo, 1973
- AA.VV., 1º Maggio 1973. Per la pace, la democrazia e il lavoro, ARCI Mazara del Vallo, Impegno 70, Intersindacale, Mazara del Vallo 1973
- AA.VV., Per un nuovo impegno, Impegno 70, Mazara del Vallo 1975
- AA.VV., Antigruppo 81 - T(h)rinacria, ciclostilato in proprio, 1981
- Cane C., La sfida, ciclostilato in proprio, 1969
- Certa R., A Fidel Castro, artefice della libertà di Cuba, Arti grafiche, Caltanissetta (data non reperita)
- Certa R., Scammacca N., Poesie per Martin Luther King e Robert F. Kennedy, Celebes, Trapani 1968
- Scammacca N., Ventuno punti di polemica aperta, ciclostilato in proprio, 1971
- Scammacca N., No al fascismo, ciclostilato in proprio, 1972
- Scammacca N., L'americano di Trapani, ciclostilato in proprio, 1972
- Scammacca N., Per i piccoli figli di Dio, Il Vertice, Palermo 1972

### Riviste
- Anti, rivista quindicinale di polemica culturale
- Antigruppo Palermo
- Impegno 70
- Impegno 80
- Trapani nuova (terza pagina)